# Карсаев, Сергей Фридрихович
Сергей Фридрихович Карсаев (род. 25 января 1951, Сталинград, СССР) — российский поэт, писатель, режиссёр, видео-художник, фотограф.
Окончил Волгоградский педагогический институт. Работал слесарем-монтажником, электриком, педагогом, социологом, диск-жокеем, художественным руководителем во Дворце культуры, режиссёром на РТР Москва, Волгоград ТРВ и волгоградском кабельном ТВ.
Идеолог и организатор первого в СССР международного авант-фестиваля «Неопознанное движение», автор текстов, режиссёр и фронтмен перформанс-группы «Оркестрион».  Как эссеист, фотограф, режиссёр-оператор и создатель видовых поэтико-музыкальных видео пользуются  популярностью в российских социальных сетях.
Живёт в Волгограде, работает в Волгограде и Москве.
Активную арт-деятельность начал с начала 80-х  20-го века. Организовывал, инициировал и режиссировал  различные   перформансы, хэппенинги и прочие акции с участием волгоградско-заканальских андерграундовых музыкантов, художников и перформеров  не только на сцене окраинного  Дворца Культуры им. 50-летия Октября, где работал художественным организатором и режиссёром популярной дискотеки, но и в развалинах старых домов, заброшенных цехах и на площадках новостроек в заканальной части Волгограда.
В 1985-86-х годах начал переносить некоторые свои представления в центр Волгограда (Дом архитекторов. Библиотека им. Горького) . В этих представлениях принимали участие профессиональные танцоры волгоградского музыкального театра, диск-жокеи и неофициальные непубликуемые в то время волгоградские поэты: Л. Вахрамеев, А.Пчелинцев, А.Полануэр и др. Сам принимал участие во всех своих акциях, как перформер и декламатор.
Под эгидой волгоградского Клуба любителей импровизации, председателем которого С. Карсаев являлся, с середины 80-х году устраивал в Волгограде  концерты джазовых коллективов под руководством В. Чекасина, И.Бутмана, А.Ростоцкого.
В мае 2023 года выступил в волгоградском музее изобразительных искусств им. И.И.Машкова вместе в московским саунд-артистом и видео-художником Павлом Михайловым и пианистом Дмитрием Арутюновым.

### Авант-арт-фестивали «Неопознанное движение»
В  шести фестивалях «Неопознанное движение» - с 1987 по 1991 - принимали участие такие известные поэты и музыканты, как поэт Андрей Туркин, саксофонист и композитор Владимир Чекасин, ударник Владимир Тарасов, поэт Дмитрий Пригов, Свен Гундлах и группа симулятивного рока «Среднерусская возвышенность», панк-рок группа «Звуки Му» с Петром Мамоновым, певица Валентина Пономарёва, поэт Виктор Коваль, трубач Вячеслав Гайворонский, поэт Лев Рубинштейн, контрабасист Владимир Волков, саксофонист Сергей Летов, поэт Тимур Кибиров, швейцарский импро-саксофонист Вернер Люди, шведская импро-группа «Локомотив Конкрет», поэтесса Нина Искренко, группа «Асфальт», поэт Владимир Друк,  дуэт тромбонист Хайнц-Эрих Гёдике и пианист Ханс Шутлер, известнейшая представительница кентерберийской сцены английская гобоистка, фаготистка и композитор Линдси Купер с проектом «Oh Moscow», в составе которого играли трубач и фри-джазовый певец Фил Минтон, певица, поэтесса и кинорежиссёр Салли Поттер, саксофонист и мультимедиа художник Альфред 23 Харт, бас-гитарист Хью Хоппер, ударник Крис Катлер, пианист Вериан Вестон. и многие другие.
На фестивалях «Неопознанное движение» исполнялась и современная академическая музыка: С. Губайдулиной, Э.Денисова, Д. Кейджа, А. Щетинского, С.Райха и других в исполнении баяниста И.Пурица, пианиста И.Соколова, композитора С.Загния, ансамбля ударных инструментов М.Пекарского, пианиста А.Батагова и квартета А.Щетинского.
Свои постановки и спектакли на сцене «Неопознанного движения» показывали волгоградская мим-группа «Заир», а также саратовский театр Академия Театральных Художеств» (по произведениям Д.Хармса).
В качестве ведущих в фестивале НД принимали участие такие известные музыкальные критики и импресарио, как Николай Дмитриев и Александр Кан.
На фестиваль «Неопознанное движение» мог приехать любой независимый артист из любой точки Советского Союза и ему предоставлялась возможность выступить или показать своё произведение не только на сцене, но и в кулуарах.
В 2000-х годах  организовал и провёл три фестиваля «Неопознанное движение» в Москве. Культурный центр ДОМ – 2006 год, Электротеатр Станиславский - 2017 год, Культурный центр Дом – 2021 год. Участвовали музыканты  - Ю.Яремчук, А.Сысоев, В.Горлинский, "Оркестр Московских Композиторов" под упр. А. Соловьёва, Г.Мачавариани, П.Ившин, А.Сенко, Э.Сивков, А.Наджаров, композитор Сергей Загний и другие. Художники и перформеры Валера и Наташа Черкашины. Поэты А.Сен-Сеньков, Л.Рубинштейн, В. Коваль
В конце 2023 и начале 2024 годов Сергей Карсаев провёл в Москве два фестиваля "Неопознанное движение": в Центре творческих стратегий "Бумажная фабрика" и в галерее Граунд Солянка. А также прочёл лекцию-перформанс в московском музее современного искусства (ММОМА). В этих трёх мероприятиях принимали участие фри-джазовая группа Бром, гитарист Павел Михайлов, актёр и поэт Виталий Скородумов, гитарист Роман Лебедев, бас-кларнетист Игнат Красиков, художник Олег Арнаутов, саксофонист Иван Бурсов, поэтесса Алёна Синица, флейтистка Елизавета Ленкина, пианист и поэт Никита Мелихов, контрабасист Дмитрий Лапшин.

### Сотрудничество с перформанс-группой «Оркестрион»
1988 – 1991 годы  гастролировал с перформанс-группой «Оркестрион»: С.Карсаев, В.Мишин, Р.Азизов, Е.Чащина, В.Кобзев, С.Матохин -  по СССР и Европе.
Представления группы  «Оркестрион» показывались на различных фестивальных площадках в Ленинграде, Новосибирске, Киеве, Пярну, Москве, Берлине, Геттингене, Мюнхене, Вене, Зальцбурге, Гамбурге, Хаддерсфилде. Лондоне.
1990 год – английская независимая фирма Leo Records  выпустила сборник  компакт-дисков Document. New music from Russia с тремя музыкально-поэтическими композициями группы «Оркестрион».
1991 год – Сергей Карсаев режиссировал и сам снимался в двух клипах перформанс-группы «Оркестрион» для серии программ «Новая музыка из России»  IV канала телевидения Великобритании («Channel 4»)
Под влиянием непростых жизненных обстоятельств  в 2020 году Сергей Карсаев возобновил свои поэтико-музыкальные перформансы с различными музыкальными составами на московских и волгоградских площадках: КЦ ДОМ, Wip, музей современного искусства (ММОМА), BUNKER 47, галерея Граунд Солянка, музей изобразительных искууств им. И.Машкова.

### Телевидение, кино и видео
1991-1992 годы – режиссёр первой российской телепрограммы о новейшем искусстве «Тишина#9» РТР (Москва).
За время сотрудничества с "Тишиной#9", которую возглавляла музыкальный критик и продюсер Татьяна Диденко, Сергеем Карсаевым, как сценаристом и режиссёром, был создан ряд клипов и сюжетов с художниками и перформерами Валерой и Наташей  Черкашиными (Подземный субботник. "Underground Subbotnik"), флейтисткой Натальей Пшеничниковой, художником и перформером Германом Виноградовым, голландским композитором, художником по визуальным и звуковым эффектам Полом Панхьюзеном. и другими. А также программа под названием "Видеоимпровизация", полностью, посвящённая  последнему шестому фестивалю "Неопознанное движение", в которой были использованы специально для этой программы снятые клипы проекта Линдси Купер «Oh Moscow», певца Фила Минтона с участием саксофонистов Альфреда 23 Харта и Дрора Файлера, виолончелиста Влада Макарова, барабанщика Игоря Захарова, трубача Вячеслава Гайворонского и других.
1993 – 1998 годы – создание ряда документальных и  видео-арт-фильмов  и участие с ними в  различных российских и зарубежных кино-видео фестивалях:   Оберхаузен, Франкфурт, Вроцлав, Майами-Бич, Киев «Золотой Витязь»,  кинофестиваль Южного регионального округа России «Кунаки»,  православный медиа-фестиваль им. Александра Невского в Волгограде.
Фестивальные фильмы.
Видео-арт фильм «Balance Action» с музыкой немецкого саксофониста и композитора Альфреда 23 Харта ( показы Международный кинофестиваль короткометражного кино в Оберхаузене 1993 и Frankfurter Filmschau 1992),
Фильм-портрет выдающегося армянского композитора Авета Тертеряна (показы на РТР Москва и Волгоград ТРВ)
Видео-фильм "Версии. Часть I" с Екатеринбургским театром современной хореографии «Провинциа́льные та́нцы». Пятая симфония А,Тертеряна. Хореограф Т.Баганова. Показ на Вроцлавская биеннале Media Art Festival WRO 95 Польша
Музыкальный видео-арт фильм о донском казачестве «Чаю Воскресения» (дипломы на  международном форуме православного кино "Золотой Витязь" в 1998 году и фестивале документального кино Южного регионального округа России «Кунаки» в  2009 году )
Трёхчасовая документальная видео-поэма «История Души», повествующая об истории Красноармейского района города Волгограда.
Документальный фильм о кладбищенском священнике «У вечного покоя» ( главный приз на православном медиа-фестивале им. А.Невского Волгоград ).
Лауреат конкурса лучшей виде продукции России и СНГ  Metal-Vision 2005 в номинации "Лучшая звукорежиссура". Фильм "Работает Красный" - история металлургического завода в городе Волгограде, производителе металлопроката специальных марок стали в России.
В 2000-х годах Сергеем Карсаевым создан ряд видовых и поэтических  видео-фильмов с музыкой  известных российских академических  композиторов:  Александра Вустина, Фараджа Караева, Ивана Соколова, Ираиды Юсуповой, Андрея Попова, Сергея Ахунова и других.
При создании видео-арт опусов Сергей Карсаев активно сотрудничает с авант-импро музыкантами Владом Макаровым, Юрием Яремчуком, Алексеем Наджаровым, группой Бром и другими.
В 1996 г. Сергей Карсаев был стипендиатом организации Культурконтакт при Министерстве культуры Австрии.

### Стихи и проза
Стихи Сергея Карсаева публиковались в газетах «Молодой ленинец» Волгоград, «Московский комсомолец», литературно-художественном  журнале «Митин журнал», переводились на немецкий и английский языки.
При поддержке друзей удалось опубликовать сборник рассказов и повестей «Сочинения и сны».